# USS Essex (CV-9)
USS Essex (CV/CVA/CVS-9) là một tàu sân bay, chiếc dẫn đầu của lớp tàu sân bay Essex bao gồm tổng cộng 24 chiếc được Hải quân Hoa Kỳ chế tạo trong Thế Chiến II. Nó là chiếc tàu thứ tư của Hải quân Mỹ mang cái tên này. Được đưa vào hoạt động vào tháng 12 năm 1942, Essex tham gia vào nhiều chiến dịch tại Mặt trận Thái Bình Dương, được tặng thưởng danh hiệu Đơn vị Tuyên dương Tổng thống và 13 Ngôi sao Chiến trận. Được rút khỏi hoạt động không lâu sau khi chiến tranh kết thúc, nó được hiện đại hóa và được vào hoạt động trở lại vào đầu những năm 1950 như một tàu sân bay tấn công CVA-9, và sau đó như là một tàu sân bay chống tàu ngầm CVS-9. Trong giai đoạn hoạt động thứ hai nó phục vụ chủ yếu tại châu Âu, từng tham gia hoạt động trong Chiến tranh Triều Tiên cũng như can thiệp trong vụ Khủng hoảng tên lửa Cuba, được tặng thưởng thêm bốn Ngôi sao Chiến trận khác và danh hiệu Đơn vị Tuyên dương Hải quân. Nó là chiếc tàu sân bay chính phục vụ cho việc thu hồi chuyến bay vũ trụ Apollo 7. Con tàu được rút khỏi phục vụ lần cuối cùng vào năm 1969 và được bán để tháo dỡ vào năm 1975.

## Thiết kế và chế tạo
Essex được đặt lườn vào ngày 28 tháng 4 năm 1941 bởi hãng Newport News Shipbuilding tại xưởng đóng tàu Newport News, Virginia. Nó được hạ thủy vào ngày 31 tháng 7 năm 1942 dưới sự đỡ đầu của Bà Artemus L. Gates, phu nhân Trợ lý Không lực của Bộ trưởng Hải quân. Con tàu được cho nhập biên chế vào ngày 31 tháng 12 năm 1942 dưới sự chỉ huy của hạm trưởng, Đại tá Hải quân Donald B. Duncan.

## Lịch sử hoạt động

### Thế Chiến II

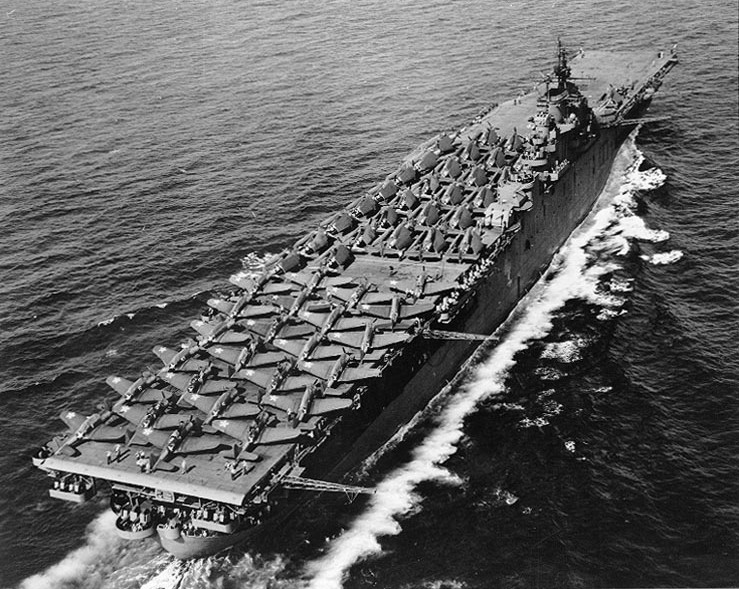
USS Essex, tháng 5 năm 1943

Sau chuyến đi thử máy, Essex khởi hành đi sang Thái Bình Dương vào tháng 5 năm 1943 để bắt đầu một loạt các hoạt động chiến đấu. Rời Trân Châu Cảng, nó gia nhập Lực lượng Đặc nhiệm 16 trong chiến dịch không kích lên đảo Marcus ngày 31 tháng 8 năm 1943; rồi trở thành soái hạm của Lực lượng Đặc nhiệm 14 và không kích xuống đảo Wake từ ngày 5 đến ngày 6 tháng 10. Cùng với các tàu sân bay Bunker Hill (CV-17) và Princeton (CVL-23), nó tham gia các hoạt động không kích xuống Rabaul ngày 11 tháng 11 năm 1943. Con tàu đã cùng với Đội đặc nhiệm 50.3 tung ra cuộc tấn công vào quần đảo Gilbert, nơi nó lần đầu tiên tham gia một cuộc tấn công đổ bộ lên đảo san hô Tarawa từ ngày 18 đến ngày 23 tháng 11 năm 1943. Được tiếp nhiên liệu ngoài biển, nó trở thành soái hạm của Đội đặc nhiệm 50.3 để tấn công Kwajalein ngày 4 tháng 12 năm 1943. Cuộc tấn công đổ bộ thứ hai của nó được thực hiện cùng với Đội đặc nhiệm 58.2 lên quần đảo Marshall từ ngày 29 tháng 1 đến ngày 2 tháng 2 năm 1944.
Essex trong thành phần Đội Đặc nhiệm 58.2, giờ đây được sáp nhập cùng các đội đặc nhiệm 58.1 và 58.3, để hình thành nên một lực lượng tàu sân bay lớn nhất từng được tập trung, cho chiến dịch không kích xuống Truk từ ngày 17 đến ngày 18 tháng 2 năm 1944. nơi tám tàu Nhật Bản đã bị đánh chìm. Trên đường đi đến quần đảo Mariana để cắt đứt các tuyến đường tiếp tế của Nhật Bản, lực lượng tàu sân bay đã bị phát hiện và phải chịu đựng các cuộc không kích kéo dài mà họ đã đánh lui một cách bài bản. Sau đó lực lượng đặc nhiệm tiếp tục cuộc không kích đã dự định lên các đảo Saipan, Tinian và Guam vào ngày 23 tháng 2 năm 1944.

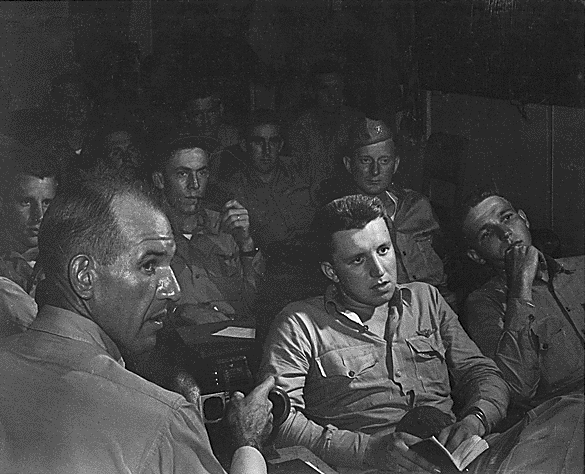
Các phi công trong buổi họp trước khi tấn công Đài Loan, tháng 12 năm 1944.

Sau chiến dịch này, Essex hướng về San Francisco nơi nó được đại tu lần duy nhất trong chiến tranh. Sau khi đại tu, Essex trở thành chiếc tàu sân bay của Đội tàu sân bay 15, dưới sự chỉ huy của David McCampbell, phi công Ách có thành tích cao nhất của Hải quân Mỹ. Sau đó nó gia nhập cùng các tàu sân bay Wasp (CV-18) và San Jacinto (CVL-30) của Đội đặc nhiệm 12.1 nhằm tấn công đảo Marcus từ ngày 19 đến ngày 20 tháng 5 và đảo Wake vào ngày 23 tháng 5. Chiếc tàu sân bay sau đó được phối thuộc cùng Lực lượng Đặc nhiệm 58 để hỗ trợ cho việc chiếm đóng quần đảo Mariana từ ngày 12 tháng 6 đến ngày 10 tháng 8; cùng Đội đặc nhiệm 38.3 tấn công lên quần đảo Palau từ ngày 6 đến ngày 8 tháng 9, vào đảo Mindanao, Philppines từ ngày 9 đến ngày 10 tháng 9 chủ yếu nhắm vào tàu bè của đối phương, và ở lại khu vực này để hỗ trợ cuộc đổ bộ lên Peleliu. Vào ngày 2 tháng 10 nó chịu đựng một cơn siêu bão, và bốn ngày sau nó cùng Lực lượng Đặc nhiệm 38 hướng đế khu vực quần đảo Ryukyu.

Một máy bay cảm tử (kamikaze) Nhật Bản nổ tung sau khi đâm trúng phía giữa sàn đáp chiếc Essex

Trong thời gian còn lại của năm 1944, nó tiếp tục hoạt động trên tuyến đầu, tham gia các cuộc không kích xuống Okinawa vào ngày 10 tháng 10 và Đài Loan từ ngày 12 đến ngày 14 tháng 10, hỗ trợ cuộc đổ bộ lên đảo Leyte, tham gia Trận chiến vịnh Leyte từ ngày 24 đến ngày 25 tháng 10, và tiếp tục truy tìm hạm đội đối phương cho đến tận ngày 30 tháng 10 khi nó quay về Ulithi thuộc quần đảo Caroline để được tiếp liệu. Nó quay lại hoạt động và tung ra các đợt không kích vào Manila và phía Bắc quần đảo Philippine trong tháng 11. Vào ngày 25 tháng 11, lần đầu tiên kể từ khi tham chiến, Essex bị đánh hỏng. Một máy bay cảm tử kamikaze đã đâm vào mạn trái của sàn đáp, trúng vào những chiếc máy bay đã được tiếp đầy xăng để chuẩn bị cất cánh, gây ra một vụ nổ dữ dội làm thiệt mạng 15 người và khiến 44 người khác bị thương.

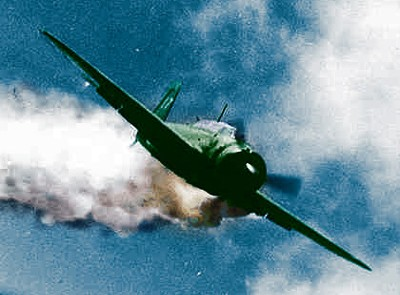
Một chiếc Yokosuka D4Y3 (Kiểu 33) "Judy" do Trung úy Yamaguchi điều khiển đang bổ nhào xuống tàu sân bay USS Essex, ngày 25 tháng 11 năm 1944. Các phanh bổ nhào được giương ra và bình xăng không tự hàn kín bên cánh trái đang tuôn ra hơi xăng và khói.

Sau khi được sửa chữa nhanh, con tàu sân bay tiếp tục hoạt động cùng lực lượng đặc nhiệm ngoài khơi đảo Leyte hỗ trợ việc chiếm đóng Mindoro từ ngày 14 đến ngày 16 tháng 12. Nó thoát ra khỏi một trận cuồng phong vào ngày 18 tháng 12, rồi sau đó tiến hành các cuộc tìm kiếm những người sống sót. Cùng với Đội Đặc nhiệm 38.3, nó tham gia chiến dịch Lingayen, tung ra các đợt không kích nhắm vào Đài Loan, Sakishima, Okinawa và Luzon. Tiến vào vùng biển Đông nhằm truy tìm lực lượng hạm tàu nổi của đối phương, lực lượng đặc nhiệm đã tấn công các tàu thuyền dọc theo bờ biển Đông Dương thuộc Pháp và thực hiện các cuộc không kích vào Đài Loan, bờ biển Nam Trung Quốc, Hải Nam và Hong Kong. Từ ngày 20 đến ngày 21 tháng 1 năm 1945, Essex chịu đựng một cơn cuồng phong dữ dội thứ ba trong vòng bốn tháng, trước khi tiếp tục không kích xuống Đài Loan, Miyako–jima và Okinawa từ ngày 26 đến ngày 27 tháng 1.
Trong thời gian còn lại của cuộc chiến, nó hoạt động cùng với Lực lượng Đặc nhiệm 58, thực hiện các cuộc tấn công vào khu vực Tokyo từ ngày 16 đến ngày 17 và ngày 25 tháng 2, cả hai đợt đều nhằm vô hiệu hóa lực lượng không quân đối phương trước các cuộc đổ bộ lên Iwo Jima, và nhằm phá hỏng công nghiệp sản xuất máy bay Nhật Bản. Nó được gửi đến để hỗ trợ cuộc đổ bộ lên Iwo Jima và các hòn đảo lân cận, rồi từ ngày 23 tháng 3 đến ngày 28 tháng 5, nó được huy động chủ yếu vào việc hỗ trợ cuộc chiếm đóng đảo Okinawa.
Vào những ngày cuối cùng của chiến cuộc, Essex tham gia vào các cuộc không kích mạnh mẽ nhắm vào các hòn đảo chính quốc Nhật Bản từ ngày 10 tháng 7 đến ngày 15 tháng 8. Sau khi Nhật Bản chấp nhận đầu hàng, nó tiếp tục tung ra các phi vụ tuần tra phòng ngừa bất trắc cho đến tận ngày 3 tháng 9, khi nó được yêu cầu quay về Bremerton, Washington để chuẩn bị ngừng hoạt động. Chiếc tàu sân bay được cho xuất biên chế vào ngày 9 tháng 1 năm 1947 và được đưa về thành phần dự bị.

### Chiến tranh Triều Tiên
Được cho nhập biên chế trở lại vào ngày 16 tháng 1 năm 1951, Essex được hiện đại hóa với một sàn đáp mới và một đảo cấu trúc thượng tầng suôn thẳng hơn. Đại tá Hải quân A. W. Wheelock tiếp nhận quyền chỉ huy con tàu.
Sau một chuyến đi ngắn tại vùng biển Hawaii, nó bắt đầu thực hiện một trong tổng số ba chuyến đi đến Viễn Đông trong suốt cuộc Chiến tranh Triều Tiên. Nó trở thành soái hạm của Đội Tàu sân bay 1 và của Lực lượng Đặc nhiệm 77. Nó là chiếc tàu sân bay lần đầu tiên phóng lên một chiếc máy bay tiêm kích phản lực hai động cơ F2H Banshee trong các phi vụ chiến đấu. Vào ngày 16 tháng 9 năm 1951, một trong số những chiếc máy bay này, vốn bị hư hại trong chiến đấu, đã bị va chạm vào những chiếc máy bay đang đậu trên sàn đáp phía trước, gây ra một vụ nổ làm thiệt mạng bảy người. Sau khi được sửa chữa tại Yokosuka, nó quay trở lại hoạt động trên tuyến đầu vào ngày 3 tháng 10, tung ra các đợt không kích cho đến tận sông Áp Lục, và hỗ trợ trên không cho lực lượng quân đội Liên Hợp Quốc. Hai đợt phục vụ khác trong cuộc chiến tranh Triều Tiên được tiếp nối, đợt thứ nhất kéo dài từ tháng 8 năm 1951 đến tháng 3 năm 1952 và đợt thứ hai từ tháng 7 năm 1952 đến tháng 1 năm 1953.
Vào ngày 1 tháng 12 năm 1953 nó khởi hành cho chuyến đi cuối cùng trong chiến tranh, tuần tra hòa bình trên khu vực biển Trung Quốc. Từ tháng 11 năm 1954 đến tháng 6 năm 1955, nó tham gia các cuộc tập trận, hoạt động trong ba tháng cùng Đệ Thất hạm đội, hỗ trợ cho lực lượng Quốc Dân Đảng rút lui khỏi quần đảo Đại Trần, và tham gia vào các hoạt động không lực và cơ động hạm đội ngoài khơi Okinawa.

### Hạm đội Thái Bình Dương
Vào tháng 7 năm 1955, Essex trở vào Xưởng Hải quân Puget Sound để sửa chữa và thực hiện các thay đổi rộng rãi, bao gồm việc trang bị một sàn đáp chéo góc. Sau khi việc hiện đại hóa được hoàn tất, nó gia nhập trở lại Hạm đội Thái Bình Dương vào tháng 3 năm 1956. Trong vòng 14 tháng tiếp theo sau, chiếc tàu sân bay hoạt động dọc theo vùng bờ Tây Hoa Kỳ, ngoại trừ một giai đoạn sáu tháng phục vụ cùng Đệ Thất hạm đội tại Viễn Đông. Nhận được lệnh gia nhập Hạm đội Đại Tây Dương lần đầu tiên trong lịch sử hoạt động của nó, chiếc tàu sân bay khởi hành từ San Diego vào ngày 21 tháng 6 năm 1957, đi vòng qua mũi Horn, và đi đến Mayport, Florida vào ngày 1 tháng 8.

### Đại Tây Dương và Địa Trung Hải
Vào mùa Thu năm 1957, Essex tham gia như là một tàu sân bay chống tàu ngầm trong cuộc tập trận Strikeback của khối NATO; và từ tháng 2 đến tháng 5 năm 1958 được bố trí cùng Đệ Lục hạm đội khi nó được chuyển đến vùng biển phía Đông Địa Trung Hải. Được báo động do tình hình khủng hoảng tại Trung Đông vào ngày 14 tháng 7 năm 1958, nó được gửi đến để hỗ trợ lực lượng gìn giữ hoà bình Hoa Kỳ đổ bộ lên Beirut, Liban, thực hiện các chuyến bay trinh sát và tuần tra cho đến tận ngày 20 tháng 8. Sau đó một lần nữa nó được điều sang các vùng biển châu Á, đi ngang qua kênh đào Suez để đến khu vực hoạt động ngoài khơi Đài Loan, nơi nó gia nhập Lực lượng Đặc nhiệm 77 nhằm thực hiện các hoạt động không quân, trước khi đi vòng qua mũi Horn để quay về Mayport.
Essex gia nhập Đệ Nhị hạm đội, rồi tham dự những cuộc tập trận cùng các tàu chiến Anh Quốc trong vùng biển Đại Tây Dương cũng như cùng với lực lượng của NATO ở phía Đông Địa Trung Hải trong mùa Thu năm 1959. Đến tháng 12 nó thực hiện cứu trợ cho những nạn nhân của trận lụt thảm họa ở Frejus, Pháp.
Vào mùa Xuân năm 1960, nó được cải biến thành tàu sân bay chống tàu ngầm và chuyển về cảng nhà mới ở Quonset Point, Rhode Island. Từ lúc đó, nó trở thành soái hạm của Đội Tàu sân bay 18 và Nhóm Tàu sân bay Chống tàu ngầm 3. Nó thực hiện việc tìm kiếm và giải cứu một khí cầu bị rơi xuống biển ngoài khơi bờ biển New Jersey; rồi được bố trí tham dự các cuộc tập trận của khối NATO và khối CENTO vốn đưa nó đi ngang qua kênh đào Suez vào Ấn Đô Dương. Nó đã ghé qua các cảng Karachi và Aden thuộc địa Anh. Vào tháng 11 nó tham gia cùng lực lượng của Hải quân Pháp trong cuộc tập trận "Jet Stream".

### Sự kiện Vịnh Con Heo và Khủng hoảng tên lửa Cuba
Vào tháng 4 năm 1961, Essex rời khỏi cảng Jacksonville, Florida để tiến hành một chuyến đi huấn luyện thường xuyên kéo dài hai tuần, trên danh nghĩa là để hỗ trợ cho việc chuẩn nhận hoạt động trên tàu sân bay của một phi đội Hải quân. Mười hai chiếc máy bay cường kích phản lực A4D được xếp lên tàu. Các phi công thuộc về Phi đội VA-34 "Blue Blasters". Sau nhiều tuần ở ngoài biển, những chiếc A-4 được sơn lại một màu xám bạc, che giấu mọi huy hiệu và số hiệu đuôi, và được trang bị pháo 20 mm. chúng bắt đầu thực hiện các chuyến bay bí hiểm cả ngày và đêm, và ít nhất có một chiếc đã quay về mang theo các hư hỏng trong chiến đấu. Không được biết đến đối với hầu hết thủy thủ đoàn của Essex, chúng đang được giao các nhiệm vụ hỗ trợ trên không cho cuộc tấn công Vịnh Con Heo thảm bại. Phần hoạt động hỗ trợ của không lực hải quân đã bị Tổng thống Kennedy hủy bỏ vào giờ chót, và thủy thủ đoàn của chiếc Essex đã bị buộc phải giữ bí mật các hoạt động này.
Cuối năm 1961, chiếc Essex hoàn thành một chuyến đi viếng thăm thiện chí đến Bắc Âu qua các cảng Rotterdam, Hamburg, và Greenock, Scotland. Khi ghé lại Hamburg, trên một triệu người đã lên thăm con tàu Essex. Khi nhổ neo chiếc Essex hầu như bị mắc cạn trên dòng sông Elbe nông cạn. Trên đường quay trở về nó gặp phải một cơn bão lớn trên vùng biển Bắc Đại Tây Dương vào tháng 1 năm 1962 và chịu đựng những hư hỏng về cấu trúc nghiêm trọng. Vào đầu năm 1962 nó vào ụ tàu ở Xưởng hải quân Brooklyn để được đại tu.
Essex trải qua một đợt đại tu và nâng cấp kéo dài sáu tháng, từ tháng 3 đến tháng 9 năm 1962, tại Xưởng hải quân Brooklyn, trong khuôn khổ Chương trình Hồi sinh và Hiện đại hóa Hạm đội FRAM-II (Fleet Rehabilitation and Modernization) và đang chạy thử máy tại Căn cứ Hải quân vịnh Guantánamo, Cuba khi Tổng thống John F. Kennedy áp đặt một lệnh "cách ly" (quarantine) hàng hải đối với Cuba vào tháng 10 năm 1962. Động thái này là nhằm phản ứng lại việc phát hiện ra tên lửa đạn đạo tầm trung Liên Xô mang đầu đạn hạt nhân được bố trí trên hòn đảo này, trong sự kiện Khủng hoảng tên lửa Cuba. Chiếc Essex trải qua trên một tháng trong vùng biển Caribbe trong lực lượng các tàu chiến Hải quân Mỹ thực thi lệnh "cách ly" này, và chỉ quay trở về cảng nhà ngay trước lễ Tạ Ơn.

### Các chuyến bay vũ trụ Apollo
Essex được lên kế hoạch sẽ là tàu sân bay thu hồi chính cho chuyến bay vũ trụ xấu số Apollo 1. Nó dự tính sẽ vớt các nhà du hành vũ trụ của chuyến bay này tại vùng biển phía Bắc Puerto Rico vào ngày 7 tháng 3 năm 1967 sau chuyến bay vũ trụ dự tính kéo dài 14 ngày. Tuy nhiên, chuyến bay này đã không được thực hiện vì đội bay của chiếc Apollo 1 đã tử nạn vào ngày 27 tháng 1 năm 1967 do một đám cháy xảy ra bên trong phi thuyền của họ ở Trạm không quân Mũi Canaveral, Florida.
Essex là tàu sân bay chính phục vụ cho việc thu hồi chuyến bay vũ trụ Apollo 7. Nó đã vớt được đội bay Apollo 7 vào ngày 2 tháng 10 năm 1968 sau khi chiếc tàu vũ trụ hạ cánh xuống phía Bắc Puerto Rico.
Essex cũng là chiếc tàu sân bay mà nhà du hành vũ trụ Neil Armstrong của chuyến bay vũ trụ lịch sử Apollo 11 lần đầu tiên đưa người lên Mặt Trăng từng phục vụ trong Chiến tranh Triều Tiên.

## Rút khỏi hoạt động và loại bỏ
Essex được rút khỏi hoạt động vào ngày 30 tháng 6 năm 1969. Nó được loại khỏi Đăng bạ Hải quân vào ngày 1 tháng 6 năm 1973, và được bán để tháo dỡ vào ngày 1 tháng 6 năm 1975.

## Phần thưởng[1]
|                           |                                                                     |                                         |
|                           |                                                                     |                                         |
|                           | Silver star · Silver star · Bronze star · Bronze star · Bronze star |                                         |
|                           | Bronze star                                                         | Bronze star · Bronze star · Bronze star |
| Bronze star · Bronze star |                                                                     |                                         |
| Bronze star · Bronze star |                                                                     |                                         |

| Đơn vị Tuyên Dương Tổng thống                                       | Đơn vị Tuyên Dương Tổng thống                                            | Đơn vị Tuyên dương Hải quân                                              | Đơn vị Tuyên dương Hải quân                              |
| Đơn vị Tuyên dương Anh dũng Hải quân                                | Huân chương Viễn chinh Hải quân                                          | Huân chương Viễn chinh Hải quân                                          | Huân chương Phục vụ Trung Hoa                            |
| Huân chương Chiến dịch Hoa Kỳ                                       | Huân chương Chiến dịch Châu Á-Thái Bình Dương với 13 Ngôi sao Chiến trận | Huân chương Chiến dịch Châu Á-Thái Bình Dương với 13 Ngôi sao Chiến trận | Huân chương Chiến thắng Thế Chiến II                     |
| Huân chương Phục vụ Chiếm đóng Hải quân                             | Huân chương Phục vụ Phòng vệ Quốc gia với 1 Ngôi sao Chiến trận          | Huân chương Phục vụ Phòng vệ Quốc gia với 1 Ngôi sao Chiến trận          | Huân chương Phục vụ Triều Tiên với 3 Ngôi sao Chiến trận |
| Huân chương Viễn chinh Lực lượng Vũ trang với 2 Ngôi sao Chiến trận | Đơn vị Tuyên dương Tổng thống Philippine                                 | Đơn vị Tuyên dương Tổng thống Philippine                                 | Đơn vị Tuyên dương Tổng thống (Hàn Quốc)                 |
| Huân chương Giải phóng Philippine với 2 Ngôi sao Chiến trận         | Huân chương Liên Hợp Quốc Phục vụ Triều Tiên                             | Huân chương Liên Hợp Quốc Phục vụ Triều Tiên                             | Huân chương Phục vụ Chiến tranh Triều Tiên (Hàn Quốc)    |